# Deszenka vasútállomás
Deszenka (ukránul: Десенка) vasúti megállóhely Ukrajnában, a Vinnicjai területen.
Az állomás az Ukrán Vasutak Délnyugati Vasútjának Zsmerinkai Vasúti Igazgatósága kezelésében lévő Kozjatin–Vinnicja-vasútvonalán található. Szoszonka falu területén helyezkedik el.
A 2000-es évek elején átadott állomáson a Zsmerinka és Kozjatin között közlekedő elővárosi vonatok állnak meg. A szomszédos állomások a 4 km-re található Szoszonka vasútállomás és az 5 km-re fekvő Sztadnicja vasútállomás.

## Vasútvonalak
Az állomást az alábbi vasútvonalak érintik:
- Kozjatin–Vinnicja-vasútvonal

## Kapcsolódó állomások
A vasútállomáshoz az alábbi állomások vannak a legközelebb:
- Szoszonka vasútállomás
- Sztadnicja vasútállomás